# Ralph Maxwell Lewis
F.R.C. Ralph Maxwell Lewis (Nova Iorque, 14 de fevereiro de 1904 - San José, 12 de janeiro de 1987), famoso Rosacruz, escritor, místico; deu seqüência à obra do pai, Harvey Spencer Lewis, sendo o segundo Imperator da Ordem Rosacruz – AMORC (Antiga e Mística Ordem Rosae Crucis) para a Jurisdição Internacional das Américas, Comunidade Britânica de Nações, França, Alemanha, Holanda, Suíça, Suécia e África deste segundo Ciclo Iniciático no Ocidente, de 1939 à 1987. Na Fédération Universelle des Ordres et Sociétés Initiatiques, FUDOSI, ele era conhecido com o nome místico de Sâr Validivar

## Biografia
Ralph Maxwell Lewis nasceu na Cidade de Nova Iorque, domingo, 14 de Fevereiro de 1904, às 10:30 horas. Filho do H. Spencer Lewis e de Marta Morphier Lewis, recebeu sua educação inicial em escolas da Cidade de Nova Iorque e em uma academia militar de Nova Jersey. Seu natural interesse por diversos assuntos, que só encontravam respostas convincentes nos ensinamentos da AMORC, levou-o a ingressar na Organização ainda muito cedo, cursando os seus Graus na Loja de San Francisco. Ao mesmo tempo, fez um consciencioso e sistemático estudo do pensamento filosófico de todas as épocas.
Em 1919, nesta Cidade, iniciou seus estudos de Direito e de Contabilidade, ao mesmo tempo em que se dedicava a trabalhos de escritório e a outras atividades para prover seu sustento. Desde adolescente manifestou profunda aversão pela rotina e por detalhes, embora possuísse uma incomum capacidade de organização. Já ocupações ou projetos que desafiassem sua imaginação e exigissem empreendimento criativo atraíam fortemente sua natureza. Pelos próximos quatro anos, quando o rádio ainda estava em sua infância e não havia qualquer aparelho receptor padronizado no mercado, colaborou com seu pai e outros pesquisadores em um laboratório especialmente equipado em um projeto de circuitos receptores e no aperfeiçoamento de diversos instrumentos.
Sua já mencionada aversão a detalhes deu origem a uma insatisfação mental insuperável, impelindo-o a buscar uma profissão que proporcionasse a liberdade necessária para dar vazão à sua imaginação. Foi por esse motivo que, na iminência de prestar exames para advogar no Foro, abandonou o curso de Direito. As questões abstratas começaram a exercer um fascínio cada vez maior sobre Ralph. Lia sobre oceanografia, arqueologia e geologia, especialmente os tópicos que penetravam no campo especulativo. Então, as conversas com seu pai acabaram por canalizar seu interesse para a ontologia, a metafísica e o misticismo.
Um fato muito interessante é que seu pai jamais insistiu com ele para que se tornasse membro ou estudante Rosa+Cruz. Todavia, as respostas e as explicações que recebia do pai para suas cogitações despertaram uma profunda admiração pelos ensinamentos Rosacruzes, tendo Ralph cruzado o Umbral da Ordem em 6 de Fevereiro de 1921, por permissão especial, exatamente oito dias antes de completar 17 (dezessete) anos. Passou pelos diversos Graus da Ordem na Loja de São Francisco e começou, a partir de então, a estudar, conscienciosa e sistematicamente, o pensamento filosófico de todas as épocas. Em 28 de Março de 1923 casou-se com Gladys Natishna Hammer, que ficaria conhecida de todos os Rosacruzes como Soror Gladys Lewis.
Em 1936 foi Iniciado na Ordem Rose-Croix Kabalistique e na Tradicional Ordem Martinista da Europa. Dentre as diversas distinções que recebeu, sobressaem o grau honorário de Doutor em Literatura pela Universidade de Pesquisas Anghra da Índia e a Estrela e a Cruz da Ciência, do Conselho Acadêmico Internacional.
Trabalhador incansável, foi nomeado Supremo Secretário da Ordem Rosacruz da América do Norte em 1924, sendo seu delegado em muitos eventos importantes. Em 12 de Agosto de 1939, pouco depois da transição do Dr. H. Spencer Lewis, assumiu o elevado cargo de Imperator.
Como Imperator, Ralph M. Lewis participou de Convenções Rosacruzes em quase todos os países em que a AMORC já estava estabelecida. Fundou as Grandes Lojas do Brasil, da Alemanha e do Japão. Expandiu extraordinariamente a Ordem, dando-lhe a expressão mundial que hoje possui.
Durante sua gestão, organizou e dirigiu várias expedições cinematográficas aos locais onde se desenvolveram antigas civilizações e aos berços de verdades religiosas pelo mundo. Seus filmes ainda são exibidos como atividade complementar do Museu Egípcio Rosacruz, em San José, Califórnia.
Dentre as múltiplas atividades de Ralph, contam-se a fundação da Grande Loja do Brasil, no verão de 1956, da qual, posteriormente, a Soror Maria A. Moura assumiu o cargo de Grande Mestre, e o restabelecimento da AMORC na França em 1959, onde foi instalado o Frater Christian Bernard como Grande Mestre.
Nosso Irmão Ralph foi o criador e o incentivador de várias mudanças profundas nas normas administrativas da AMORC e na bendita e bem-aceita expansão da filiação de Sanctum. É, contudo, necessário que seja destacado que, à parte de seu amor filial por seu pai e de seu espírito empreendedor, prestou-lhe sempre grande respeito e admiração e manifestou-lhe de forma inquestionável a mais irrestrita lealdade. Fez atualização das monografias, devido à novos conhecimentos científicos e etc. Também foi responsável pela construção de edifícios para o Museu Egípcio Rosacruz, em 1966. Foi montada, também, na Morada do Silêncio uma estrutura administrativa que permite, inclusive, que Rosacruzes no momento sem condições de ali ficar às próprias expensas as tenham custeadas pela Ordem.
Ralph M. Lewis passou pela transição no dia 12 de Janeiro de 1987, deixando a Ordem Rosacruz - AMORC estruturada em todo o mundo. Após a transição de Ralph,o Frater Gary L. Stewart, foi instalado como Imperator da Ordem Rosacruz, AMORC, o qual foi sucedido pelo então Grande Mestre da França Christian Bernard.Atualmente, o Imperator da Antiga e Mística Ordem Rosae Crucis é o Frater Claudio Mazzucco.

## Imperators da AMORC no Segundo Ciclo Iniciático
- Harvey Spencer Lewis (1909 - 1939)
- Ralph Maxwell Lewis (1939 - 1987)
- Gary L. Stewart (1987 - 1990)
- Christian Bernard (1990 - 2019)
- Claudio Mazzucco (2019 - presente)